# La Sabina (Baleares)
La Sabina (en catalán y oficialmente sa Savina) es el primer núcleo urbano que encuentra todo el que llega a Formentera. Está situado en la parte norte de l'Estany des Peix y en él se encuentra el puerto que une Formentera con Ibiza y, en algunos meses del año, con Denia.
El puerto de La Sabina es el puerto más pequeño de los que gestiona la Autoridad Portuaria tanto de las islas Pitiusas como de las Baleares. Pese a ello, es una pieza imprescindible y vital para la vida cotidiana de la isla, ya que es la única vía de entrada de pasajeros y mercancías. Por sus muelles pasan, cada año, más de un millón de pasajeros.
Es un puerto que dispone de muelles adosados, un muelle destinado a la industria pescadora de Formentera y de dos clubes náuticos. El dique de Formentera mide 280 metros y dispone de múltiples puntos para que las embarcaciones de mayor tamaño y goza de una moderna estación marítima.

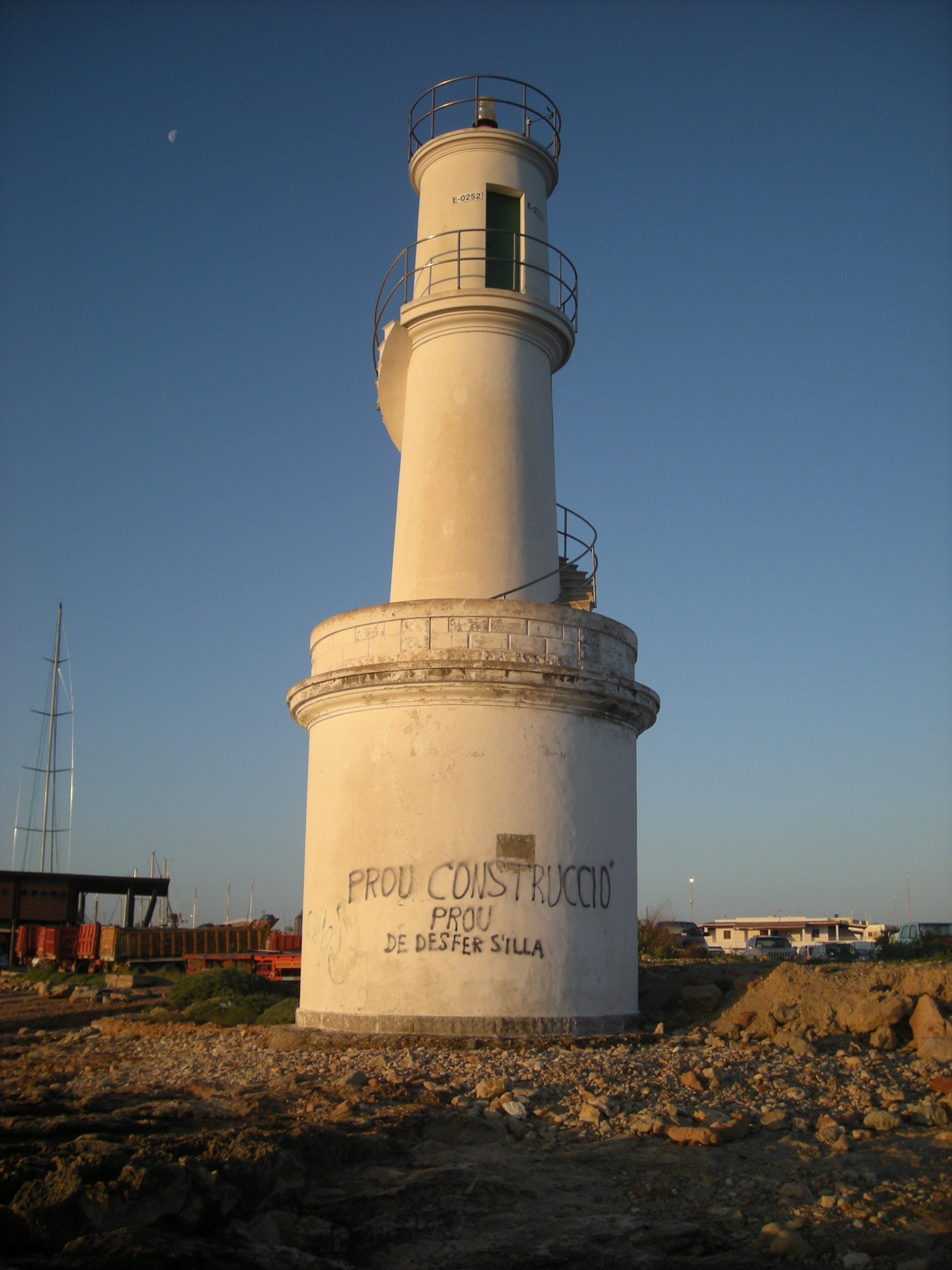
Faro de La Sabina.

En agosto de 1940 se levantaron en terrenos de la zona veinte barracones de madera rodeados de alambre de espino, primero, y de un muro de piedra de dos metros de altura, unos meses más tarde. Nació así la Colonia Penitenciaria conocida como La Sabina, sa Colònia o Es Campament. En este recinto se hacinaron más de dos mil prisioneros políticos recluidos por la dictadura franquista. Consta, en el registro civil de la isla, la muerte de 58 internos por enfermedades relacionadas con el abandono y la falta de atención médica, aunque los testimonios orales amplían esta cifra, al menos, a otro centenar de víctimas mortales. En su entrada las autoridades militares colgaron un cartel con la siguiente leyenda: «La disciplina de un cuartel, la seriedad de un banco, la caridad de un convento» [sic].